# Timeslip (film din 1955)
Timeslip este un film SF britanic din 1955 regizat de Ken Hughes. Rolurile principale sunt interpretate de actorii Gene Nelson, Faith Domergue și Peter Arne.

## Distribuție
- Gene Nelson – Mike Delaney
- Faith Domergue – Jill Raboswski
- Peter Arne – dr. Stephen Rayner/Jarvis
- Joseph Tomelty – inspectorul Cleary